# Offensive d'Abou Douhour
Ne doit pas être confondu avec Bataille d'Abou Douhour.
Guerre civile syrienne
Batailles
L'offensive d'Abou Douhour a lieu du 19 septembre 2017 au 13 février 2018 lors de la guerre civile syrienne. Les combats se déroulent sur les limites du gouvernorat d'Idleb, du gouvernorat de Hama et du gouvernorat d'Alep. 
L'offensive est initialement lancée par Hayat Tahrir al-Cham et d'autres groupes rebelles au nord-est de Hama, mais elle est rapidement repoussée par les loyalistes. Dans les semaines qui suivent, les deux camps continuent cependant de lancer offensives et contre-offensives indécises. La situation se complexifie début octobre avec l'infiltration de troupes de l'État islamique venues de l'est des gouvernorats de Hama et de Homs qui parviennent à former une nouvelle poche dans la région. Les troupes du régime syrien prennent l'avantage fin décembre en réalisant une percée au nord-est de Hama qui leur permet de pénétrer au sud-est du gouvernorat d'Idleb. La contre-offensive loyaliste s'achève par la reconquête de l'aéroport d'Abou Douhour et des villages environnants dans le sud-est de la poche d'Idleb.

## Prélude
Depuis mai 2017, la poche d'Idleb, comprenant le gouvernorat d'Idleb, l'ouest du gouvernorat d'Alep et le nord du gouvernorat de Hama, fait partie des « zones de désescalade », mises en place après la conclusion d'un accord à Astana entre la Russie, l'Iran et la Turquie. Trois groupes principaux occupent la région : Hayat Tahrir al-Cham, Ahrar al-Cham et l'Armée syrienne libre,. L'accord exclut cependant le groupe le plus puissant, Hayat Tahrir al-Cham, en raison de ses liens avec al-Qaïda . Environ 50 000 à 70 000 rebelles,, dont environ 20 000 d'Hayat Tahrir al-Cham, et 2,6 millions de civils sont présents dans cette poche.  
L'offensive de septembre, menée sur le front au nord de la ville de Hama, provoque les combats les plus violents entre loyalistes et rebelles depuis l'annonce de la mise en place des « zones de désescalade »,.

## Déroulement

### Offensive rebelle et contre-offensive loyaliste en septembre 2017

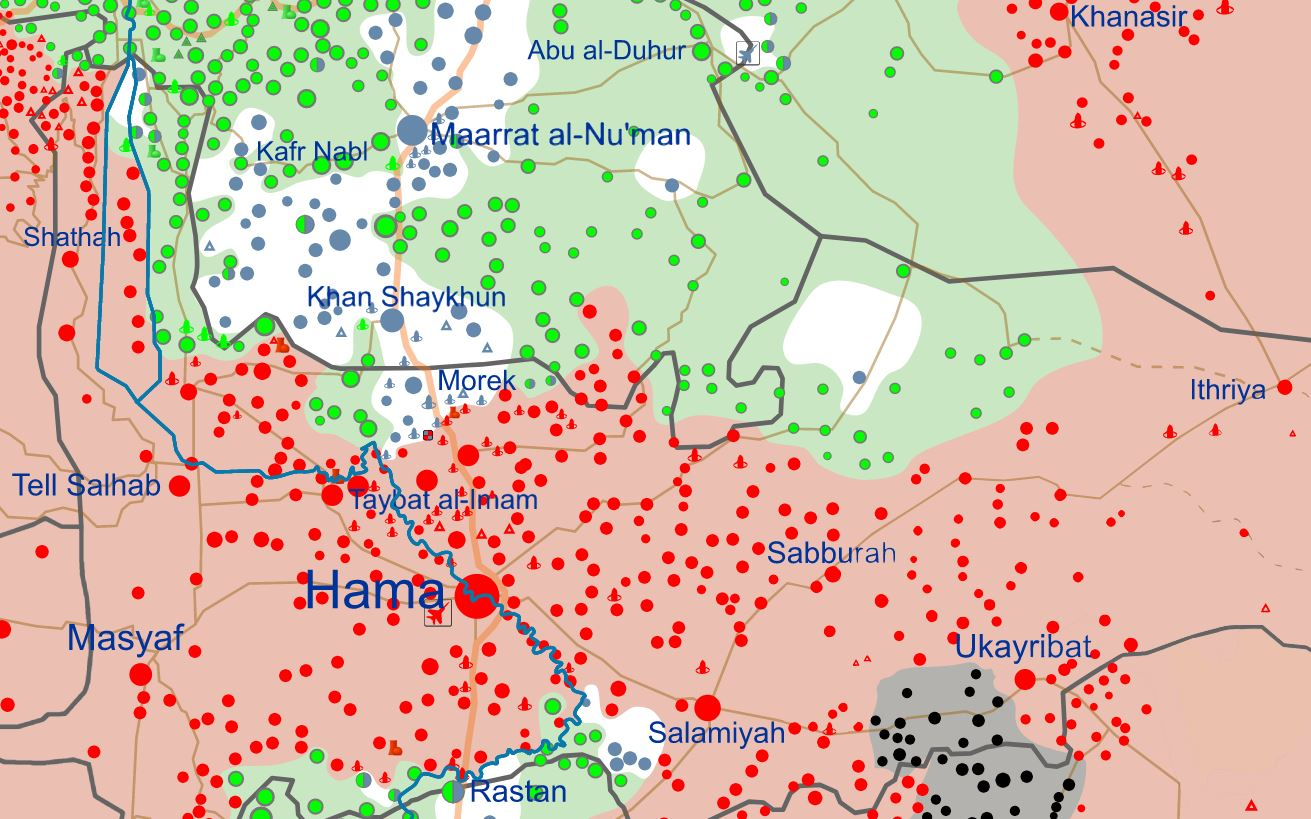
Situation dans la région de Hama à la date du 23 septembre 2017 :
Territoire contrôlé par le gouvernement syrien et ses alliés
Territoire contrôlé par Hayat Tahrir al-Cham
Territoire contrôlé par l'Armée syrienne libre et Ahrar al-Cham
Territoire contrôlé par l'État islamique

Le 19 septembre 2017, Hayat Tahrir al-Cham et plusieurs groupes rebelles lancent une nouvelle offensive contre le régime au nord de Hama. La dernière sur ce front avait été lancée en mars. Parmi les principaux groupes engagés figurent Hayat Tahrir al-Cham, le Parti islamique du Turkestan, Jaych al-Ezzah, Jaych al-Nasr, l'Armée libre d'Idleb, Jaych al-Nokhba et Al-Forqat al-Wasti. Ils sont ensuite rejoints par Ahrar al-Cham et Faylaq al-Cham. Les forces du régime engagent pour leur part sur le front de Hama le 5e corps et les Forces du Tigre de l'armée syrienne ; les milices syriennes des Forces de défense nationale, du Liwa al-Quds, de la Résistance syrienne et du Liwa al-Baqir ; et des miliciens chiites du Hezbollah, du Harakat Hezbollah al-Nujaba, des Brigades de l'imam Ali et de la Brigade al-Mokhtar al-Tahaqafi.
Les assaillants parviennent initialement à s'emparer de quelques villages — notamment al-Qahirah, al-Shatheh, al-Tulaysiyah et al-Talah al-Sawdaa — mais les loyalistes contre-attaquent et les reprennent le soir du 20 septembre,.
Le 23 septembre, les troupes du régime attaquent les positions rebelles à l'est de la petite ville de Maan (en). Les combats se concentrent dans le village d'Um Haratayn qui est repris par les forces d'Ahrar al-Cham et de Hayat Tahrir al-Cham ; les loyalistes laissent derrière eux plusieurs prisonniers et deux chars détruits. 
Le 25 septembre, les loyalistes repartent à l'assaut contre Qbibat Abou al-Huda et Um Haratayn, mais ils doivent à nouveau battre en retraite deux jours plus tard,. Le 26 septembre, un hélicoptère russe est abattu dans la région de Hama ; l'attaque est revendiquée par Jaych al-Ezzah.
Le 26 septembre, des inghimasi de Tahrir al-Cham mènent une attaque près de Maan, au cours de laquelle cinq militaires du régime sont tués, dont le général de brigade Dahi Abou Jaber Ahmad. 
Les 28 et 29 septembre, les hommes de Jaych al-Ezzah repoussent également une attaque loyaliste près de Zilaqiat (en), au nord-ouest de Hama.

### Raids aériens du régime et de la Russie sur la poche d'Idleb en septembre 2017
En représailles, le régime syrien et la Russie mènent une série de frappes aériennes dans le gouvernorat d'Idleb,. Dans la nuit du 20 au 21 septembre, leurs forces aériennes bombardent Khan Cheikhoun, Maarat al-Nouman, Kafr Zita et Kafr Nabil. Le 23 septembre selon l'OSDH, des avions russes frappent des QG et des grottes de Faylaq al-Cham, tuant au moins 45 rebelles. Le 24 septembre, au moins 25 hommes de Hayat Tahrir al-Cham sont tués ou blessés à Khan al-Sabeel. Le 25 septembre, au moins 37 civils, dont 12 enfants, sont tués par des frappes russes dans les environs de Jisr al-Choghour selon l'OSDH. Le 27 septembre, la Russie revendique la mort de cinq chefs et 32 combattants de Hayat Tahrir al-Cham au sud d'Idleb, mais sans en préciser la date. Le 28 septembre, les Casques blancs de la Défense civile syrienne affirment qu'au moins 152 civils ont été tués et 279 secourus en plus d'une semaine dans le gouvernorat d'Idleb.
Le 29 septembre, 40 civils au moins sont encore tués par des raids sur le village d'Armanaz, au nord-ouest d'Idleb, ; le 13 novembre, au moins 69 personnes sont encore tuées par des bombardements à Atareb, à l'ouest d'Alep, dont six femmes, cinq enfants, 17 membres de la Police libre et sept prisonniers,. Le 6 mars 2018, la commission d'enquête de l'ONU sur les crimes de guerre en Syrie impute le bombardement d'Atareb à l'aviation russe et affirme qu'il a fait 84 morts et 150 blessés,
Pour l'OSDH, en onze jours près de 1 500 raids aériens ont été menés dans les gouvernorats d'Idleb et Hama, causant la mort d'au moins 203 civils, dont 47 femmes et 57 enfants, ainsi que 500 blessés,. Au moins 168 rebelles ont également été tués, dont 68 de Faylaq al-Cham.

### Première offensive de l'État islamique contre les rebelles en octobre 2017

Poche de l'État islamique en octobre 2017 :
Territoire contrôlé par le gouvernement syrien et ses alliés
Territoire contrôlé par Hayat Tahrir al-Cham, l'Armée syrienne libre et Ahrar al-Cham
Territoire contrôlé par l'État islamique

Au cours de l'offensive de la Badiya, les troupes du régime syrien parviennent en août 2017 à encercler les djihadistes de l'État islamique dans une poche située au sud-est du gouvernorat de Hama et au nord-est du gouvernorat de Homs,. Cette poche est entièrement conquise le 6 octobre 2017, l'État islamique ne contrôle alors plus aucune localité dans la région,. 
Cependant, le 9 octobre, l'État islamique réapparaît dans le nord du gouvernorat de Hama en attaquant des villages rebelles après avoir traversé les zones tombées aux mains du régime syrien. Hayat Tahrir al-Cham, alors déjà engagé dans des combats contre les loyalistes au nord de Hama, accuse alors le régime de complicité et d'avoir laissé passer librement les troupes de l'État islamique à travers son territoire pour ensuite venir l'affaiblir. Cependant, l'organisation bénéficie également de cellules dormantes dans la poche d'Idleb. Ainsi en juillet 2017, Hayat Tahrir al-Cham avait annoncé l'arrestation d'une centaine de membres de l'État islamique ; en représailles, l'EI avait mené un attentat trois jours plus tard à Idleb qui avait fait au moins 26 morts parmi les hommes de Tahrir al-Cham,,. 
Selon Hassan Hassan, du Tahrir Institute for Middle East Policy, les hommes de l'État islamique « sont sortis de nulle part mais l'EI était soupçonné d'avoir des cellules dormantes à Idleb ».
Pour l'Observatoire syrien des droits de l'homme (OSDH), des membres de l'EI fuyant les offensives loyalistes s'étaient déjà réfugiés dans la poche d'Idleb et s'étaient rendus aux hommes de Tahrir al-Cham ; mais 70 d'entre-eux, dont 20 blessés, avaient été portés disparus après être tombés aux mains de djihadistes des al-Cheitaat, une tribu victimes de massacres commis par l'EI en 2014.
Selon l'Observatoire syrien des droits de l'homme (OSDH), le nombre des combattants l'État islamique engagés dans les combats est d'environ 400. Mais ces derniers sont isolés face au Hayat Tahrir al-Cham, qui dispose de 20 000 hommes dans la région d'Idleb
Le 9 octobre, l'État islamique passe à l'attaque et s'empare de quinze villages. Hayat Tahrir al-Cham déploie alors des renforts et lance peu après une contre-offensive : rapidement, ses combattants reprennent six villages,, et le 12 octobre, ils en contrôlent sept. Le 13 octobre, ils reprennent le village de Rahjan (en), considéré comme le plus important,,. Le 16 octobre, les djihadistes de Tahrir al-Cham s'emparent du village d'al-Mestriha ; ils tentent ensuite de reprendre les villages d'Abou Laffah, al-Shakuziyyeh et Abou Al-Hawadeed, toujours tenus par l'EI.
Le 2 novembre, après quelques jours d'accalmie, les combats reprennent avec une nouvelle offensive de Hayat Tahrir al-Cham visant à reprendre les trois dernières localités tenue par l'État islamique : Aniq Bajra, Tawtah et Jib Azraq. Ces trois villages sont entièrement reconquis le 8 novembre ; l'État islamique ne contrôle alors plus aucune localité dans le gouvernorat de Hama.

### Progression des loyalistes contre les rebelles d'octobre à décembre 2017

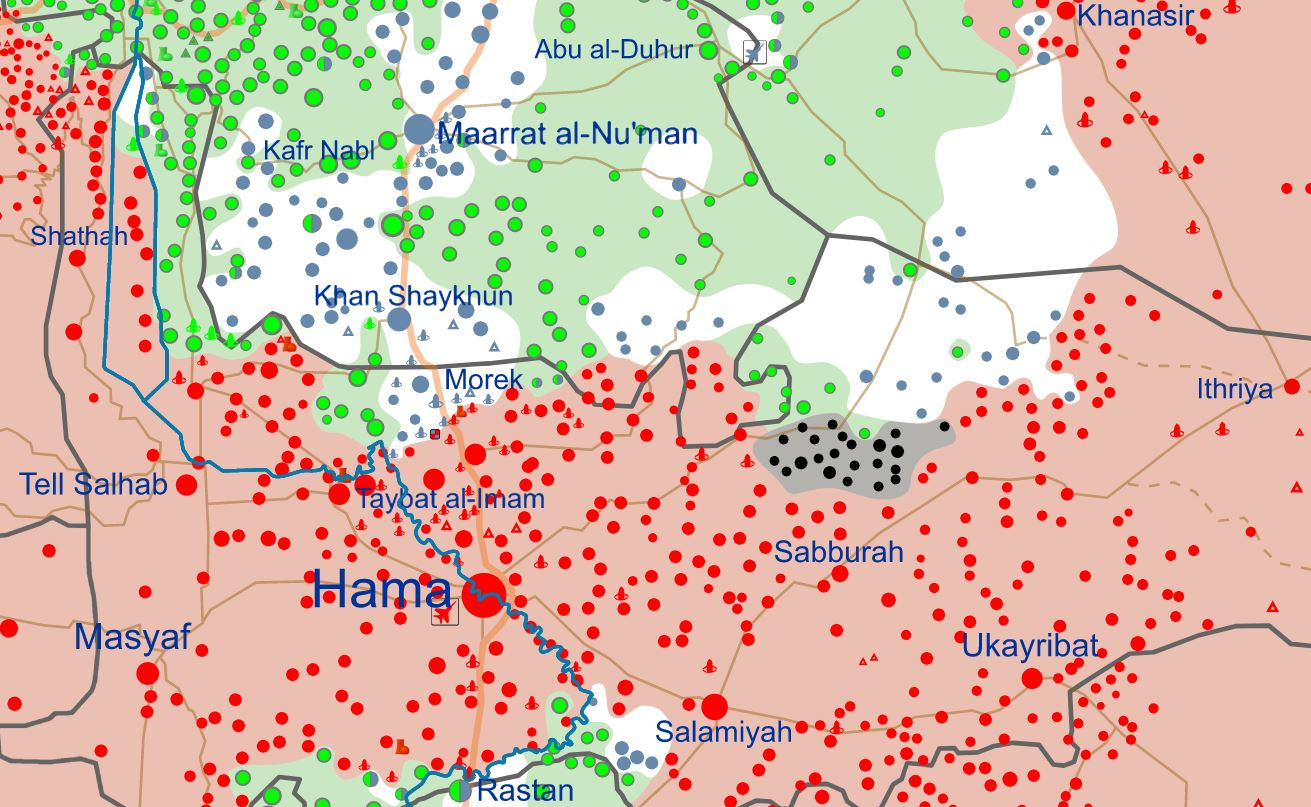
Situation dans la région de Hama à la date du 24 novembre 2017 :
Territoire contrôlé par le gouvernement syrien et ses alliés
Territoire contrôlé par Hayat Tahrir al-Cham
Territoire contrôlé par l'Armée syrienne libre et Ahrar al-Cham
Territoire contrôlé par l'État islamique

Avancées des loyalistes et de l'État islamique en décembre 2017 :
Territoire contrôlé par le gouvernement syrien et ses alliés
Territoire contrôlé par Hayat Tahrir al-Cham, l'Armée syrienne libre et Ahrar al-Cham
Territoire contrôlé par l'État islamique

Le 6 octobre, Hayat Tahrir al-Cham lance une offensive dans les environs d'Abou Dali, au nord-est de Hama. Les djihadistes s'emparent du village de Mushayrifah, au sud-est d'Abou Dali, puis ils prennent Tell Aswad, au-sud-ouest, le 7 octobre, avant qu'Abou Dali ne soit conquise à son tour le 8. Un char T-72, un blindé BMP-1, plusieurs autres véhicules et plusieurs dizaines de caisses de munitions tombent aux mains des assaillants.
Le 24 octobre, les troupes du régime relancent une offensive au nord-est de Hama. Le 5 novembre, les combats ont lieu dans la région d'Abou Dali ; les loyalistes reprennent le village de Mushayrifah,. Le 6 novembre, Hayat Tahrir al-Cham, Jaych al-Ezzah, Jaych al-Nasr, Al-Forqat al-Wasti lancent une contre-attaque et s'emparent des villages d'al-Boleel et d'Umm Turaykiyah. Le 8 novembre, les loyalistes reprennent Talat Al-Tallu et al-Boleel. Le 22 novembre, l'OSDH affirme qu'après un mois d'offensive, 30 villages ont été repris par les loyalistes.
Le 3 décembre, les loyalistes entrent dans le village de Rahjan (en). Le 9 décembre, ils s'emparent de deux autres villages : Al-Bulail and Um Khazim.
Dans la nuit du 19 au 20 décembre, 19 civils, dont sept enfants, sont tués par des bombardements dans le village de Maar Chourine selon l'OSDH et les Casques blancs.
Le 22 décembre, l'OSDH déclare qu'après deux mois d'offensive, 40 villages ont été repris par les loyalistes,.

Le 26 décembre, un chasseur-bombardier du régime syrien est abattu sur le front de Hama et le pilote est tué.

### Deuxième offensive de l'État islamique contre les rebelles de novembre 2017 à janvier 2018

Différentes offensives de l'État islamique et des loyalistes en janvier 2018 :
Territoire contrôlé par le gouvernement syrien et ses alliés
Territoire contrôlé par Hayat Tahrir al-Cham, l'Armée syrienne libre et Ahrar al-Cham
Territoire contrôlé par l'État islamique

L'État islamique n'est cependant pas chassé du gouvernorat de Hama : le 20 novembre, ses combattants s'infiltrent à nouveau et s'emparent de plusieurs villages tenus par Hayat Tahrir al-Cham ; une vingtaine de villages sont pris en cinq jours,,,. 
Le 9 décembre, l'État islamique progresse contre Tahrir al-Cham et s'empare du village de Bachkoun ; il reprend ainsi pied pour la première fois depuis près de quatre ans dans le gouvernorat d'Idleb. Tahrir al-Cham reprend la localité deux jours plus tard, mais l'État islamique reprend ensuite pied dans la province. Au 18 décembre, il contrôle 26 villages dans les gouvernorats de Hama et Idleb. L'EI continue ensuite de progresser : au 9 janvier 2018, il contrôle 43 villages.

### Percée des loyalistes dans le gouvernorat d'Idleb entre décembre 2017 et février 2018

Progression des loyalistes et des djihadistes de l'État islamique entre décembre 2017 et février 2018 :
Territoire contrôlé par le gouvernement syrien et ses alliés
Territoire contrôlé par Hayat Tahrir al-Cham, l'Armée syrienne libre et Ahrar al-Cham
Territoire contrôlé par l'État islamique
Territoire contrôlé par les Forces démocratiques syriennes
Siège de Foua et Kafraya

Évolution dans le sud-est du gouvernorat d'Idleb, du 27 décembre 2017 au 14 février 2018 :
Territoire contrôlé par le gouvernement syrien et ses alliés
Territoire contrôlé par Hayat Tahrir al-Cham
Territoire contrôlé par l'Armée syrienne libre et Ahrar al-Cham
Territoire contrôlé par l'État islamique

Fin décembre, les forces du régime syrien font une percée et progressent significativement au sud-est du gouvernorat d'Idleb. Le 27 décembre, le nombre des villages repris par les loyalistes depuis le 22 octobre monte à 44 selon l'OSDH ; le général Souheil al-Hassan arrive par ailleurs de Deir ez-Zor pour prendre le commandement du front de Hama. Les 28 décembre, les loyalistes contrôlent 50 villages et tentent de prendre Abou Dali qu'ils entourent sur trois côtés,,. Des centaines de civils prennent la fuite en direction d'Idleb,. Le 30 décembre, les loyalistes tiennent 57 villages, dont Abou Dali et Mushayrifah,. Au 5 janvier 2018, ils contrôlent 84 villages et progressent en direction de la base aérienne d'Abou Douhour,,,,. Le 7 janvier, la petite ville de Sinjar est prise ; les loyalistes se sont alors emparés de plus de 100 villages depuis le 22 octobre, dont 60 depuis le 25 décembre,,.

Le 7 janvier, les frappes aériennes dans la région d'Idleb font au moins 21 morts parmi les civils selon l'OSDH. Le même jour, une explosion semble-t-il provoquée par une voiture piégée frappe le quartier-général d'Ajnad al-Kavkaz à Idleb, l'attaque fait au moins 23 morts, dont sept civils,.

L'offensive loyaliste provoque également un regain de tension avec la Turquie, qui a déployé des troupes en octobre 2017 dans les zones rebelles au nord d'Idleb. Le 9 janvier, Ankara convoque les ambassadeurs de la Russie et de l'Iran : le ministre turc des Affaires étrangères Mevlüt Çavuşoğlu demande alors à Moscou et Téhéran d'« assumer leurs responsabilités » et de faire pression sur le régime pour qu'il cesse son offensive qui viole l'accord d'Astana et les frontières de la zone de désescalade d'Idleb,,,.
Le 10 janvier, après avoir pris 160 villages, les forces du régime atteignent l'aéroport d'Abou Douhour, défendu par les hommes de Hayat Tahrir al-Cham,. Les loyalistes entrent dans la base dans la soirée, mais les djihadistes opposent une forte résistance et parviennent à les repousser,. Le lendemain, pour soulager la pression à Abou Douhour, au moins dix groupes rebelles — Hayat Tahrir al-Cham, le Harakat Nour al-Din al-Zenki, Jaych al-Ahrar, Faylaq al-Cham, Jaych al-Ezzah, l'Armée libre d'Idleb, Jaych al-Nokhba, la Seconde armée, Jaych al-Thani, Jaych al-Nasr, le Parti islamique du Turkestan et Ahrar al-Cham, — lancent une contre-offensive au sud-est du gouvernorat d'Idleb et au nord du gouvernorat de Hama qui leur permet de reprendre une douzaine ou une quinzaine de villages,,, . Les rebelles affirment avoir fait 60 prisonniers. Cependant les loyalistes réagissent rapidement et reprennent en quelques heures la majeure partie des positions perdues,. Les loyalistes progressent également dans le sud-ouest du gouvernorat d'Alep et se rapprochent aussi d'Abou Douhour par le nord et par l'est ; le 13 janvier, ils contrôlent 230 villages.
Des combats ont également lieu à la mi-janvier dans la région d'Abou Douhour entre les loyalistes et les djihadistes de l'État islamique ; ces derniers affirment avoir tué une vingtaine de soldats du régime et fait prisonniers une vingtaine d'autres. L'État islamique attaque alors les villages conquis par les loyalistes au sud d'Abou Douhour. À la date du 18 janvier 2018, il contrôle 63 villages dans la région selon l'OSDH.
Le 20 janvier, les troupes du régime s'emparent de l'aéroport d'Abou Douhour. Les forces venues du sud et celles venues du nord font leur jonction par la même occasion,. Environ 2 000 à 2 500 combattants de Hayat Tahrir al-Cham se retrouvent alors encerclés dans une poche à l'est de d'Abou Douhour, coupés de la ville d'Idleb,. Cette poche tombe le 25 janvier aux mains de l'État islamique, qui contrôle alors 82 villages. Entre-temps, l'armée syrienne prend la ville d'Abou Douhour le 22 janvier. À cette date, les loyalistes se sont emparés de 322 villages. 
Le 31 janvier, l'hôpital de Saraqeb est bombardé et mis hors de service ; onze civils sont tués par d'autres frappes sur la même ville. Le lendemain, au moins 15 autres civils sont tués par des frappes contre un marché à Ariha. Le soir du 4 février, l'hôpital de Maarat al-Nouman est bombardé à trois reprises et est à son tour mis hors de service,. Le 4 février, une attaque chimique au chlore est menée à Saraqeb : onze civils souffrant d'asphyxie sont hospitalisés après un raid d'hélicoptères,,,,,. Le même jour, l'hôpital de Kafranbel est également détruit ; six civils sont tués dans cette ville et au moins 15 autres à Idleb après l'effondrement d'un immeuble,. Dans la nuit du 14 au 15 février, l'hôpital de la localité de Hass, le dernier fonctionnel dans le sud-est du gouvernorat d'Idleb, est ciblé à son tour. Selon l'OSDH, au moins sept hôpitaux et cliniques ont alors été frappés en deux semaines par les avions du régime. 
Le 31 janvier, les loyalistes s'emparent de onze nouveaux villages à l'ouest d'Abou Douhour et se trouvent à environ 15 km de Saraqeb et contrôlent alors environ 325 villages. Le 1er février, ils contrôlent 20 nouveaux villages. 
Le 3 février, un avion russe Su-25 s'écrase près de Saraqeb ; le pilote trouve la mort après avoir sauté en parachute,,,. L'attaque contre l'avion est revendiquée à la fois par Hayat Tahrir al-Cham et par Jaych al-Nasr. Selon le ministère russe de la Défense, après une fusillade avec des rebelles, le pilote se serait suicidé avec une grenade pour éviter d'être capturé. Une dispute aurait opposé les hommes de Hayat Tahrir al-Cham et Faylaq al-Cham pour la capture du corps du pilote ; celui-ci est finalement restitué à la Russie par Faylaq al-Cham le 6 février.

### Offensive loyaliste contre la poche détenue par l'État islamique en février 2018
En février, les forces du régime syrien passe à l'offensive contre la poche de l'État islamique établie à l'est d'Abou Douhour. Le 1er février, les forces loyalistes s'emparent de trois villages détenus par l'État islamique. 79 villages restent encore sous le contrôle de ce dernier.
Le 5 février, les loyalistes s'emparent de 10 nouveaux villages dans l'enclave de l'EI et en contrôlent 19 depuis le début de l'offensive. Le 7 février, ils en contrôlent 25.
Le 9 février, les 80 villages tenus par l'État islamique passent d'un coup sous le contrôle du régime syrien, les loyalistes ouvrent alors un corridor aux djihadistes pour leur permettre de gagner le gouvernorat d'Idleb et d'y attaquer les rebelles,,. L'État islamique n'est alors plus présent dans le gouvernorat d'Alep et dans celui de Hama,,.
Selon l'OSDH, au moins 47 combattants de l'État islamique sont tués les 9 et 10 février, dont 32 par les troupes du régime syrien et 15 par Hayat Tahrir al-Cham,. Les combats entre l'EI et HTC ont alors lieu dans les environs de la localité d'Umm al-Khalakhil. Le 13 février, environ 250 hommes de l'État islamique, avec des dizaines de blessés et plusieurs membres de leurs familles, soit 400 personnes au total, se rendent aux rebelles,,,. Pour l'OSDH, l'État islamique est alors totalement évincé des gouvernorats d'Idleb, de Hama et d'Alep,.

### Fin de l'offensive

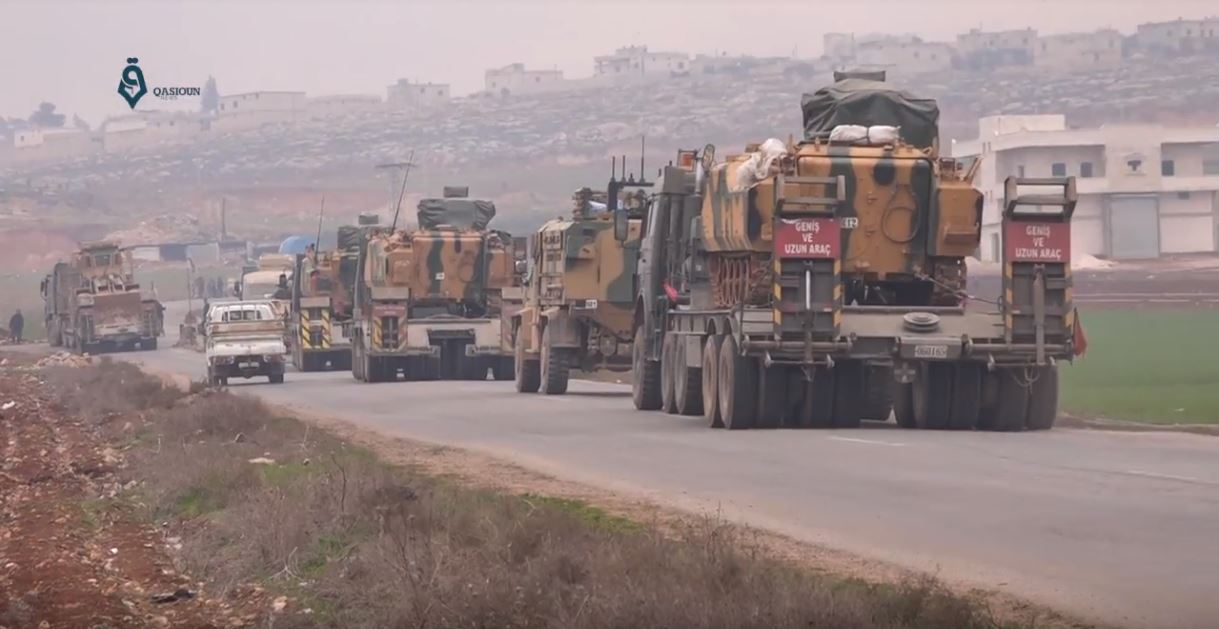
Convoi de l'armée turque à al-Eis, le 5 février 2018.

Le 5 février, dans le cadre du processus d'Astana, l'armée turque se déploie à al-Eis, au sud-ouest d'Alep, afin d'installer un nouveau poste d'observation dans la zone de désescalade d'Idleb, pour tenter de geler ce front,,. Cependant le convoi turc est ciblé par des tirs de roquettes et de mortiers effectués par des miliciens chiites pro-iraniens ; un soldat est tué et cinq autres sont blessés ainsi qu'un employé civil de l'armée,,. Le 15 février, un nouveau poste est établi par les Turcs près de Maarat al-Nouman, à dix kilomètres de la ligne de front.
Le 13 février 2018, l'armée syrienne annonce la fin de ses opérations dans les régions d'Idleb et Alep. Cette décision aurait été prise à la demande de la Russie.

## Pertes

### Bilan des combats entre loyalistes et rebelles
Selon l'Observatoire syrien des droits de l'homme (OSDH), au moins 22 loyalistes et 34 rebelles sont tués le premier jour des combats. Le 20 septembre, l'OSDH recense la mort d'au moins 31 loyalistes et 54 rebelles et djihadistes. Le 21 septembre, le bilan passe à au moins 38 tués pour les forces du régime et 104 pour les rebelles, dont 66 de Hayat Tahrir al-Cham.
L'OSDH recense ensuite 65 morts pour les loyalistes et 90 tués pour Hayat Tahrir al-Cham, entre le 24 octobre et le 8 novembre. L'OSDH affirme ensuite avoir compté les morts de 146 loyalistes et 197 rebelles du 22 octobre au 22 décembre,. Puis du 25 décembre 2017 au 25 janvier 2018, il recense au moins 257 morts pour les loyalistes, 314 morts pour les rebelles et 137 civils tués, dont 31 femmes et 40 enfants.
Une enquête réalisée par Gregory Waters pour Bellingcat donne un bilan de 522 décès estimés et de 418 décès signalés pendant l'offensive du côté des combattants loyalistes, entre le 24 octobre 2017 et le 13 février 2018.
Parmi les morts figure un chef djihadiste tchétchène, Salahuddin Chishani, chef de Jaysh al-Osr, un groupe affilié à Hayat Tahrir al-Cham, le 17 décembre 2017 ; selon l'OSDH, il aurait été tué par un bombardement russe,.
Le commandement de l'Armée syrienne libre dans les régions d'Idleb et Hama affirme pour sa part le 16 janvier 2018 que depuis début octobre 2017, 975 soldats et miliciens du régime syrien ont été tués, dont 39 officiers, 785 autres blessés, 62 faits prisonniers, 23 chars détruits, 12 endommagés et 8 capturés.

### Bilan des combats entre les rebelles et l'État islamique
Le 13 octobre, l'Observatoire syrien des droits de l'homme affirme qu'au moins sept combattants de Hayat Tahrir al-Cham ont été tués, ainsi que 15 membres de l'État islamique, parmi lesquels un meurt en kamikaze et un autre est décapité. L'OSDH déclare ensuite qu'au moins 11 membres de Tahrir al-Cham et 24 membres de l'EI ont été tués au cours de la journée du 13 octobre. Au total, selon l'OSDH, au moins 89 hommes de Hayat Tahrir al-Cham et 214 de l'État islamique ont été tués entre le 9 et le 29 octobre.
Le 7 décembre, après la deuxième offensive de l'État islamique, le bilan des combats livrés depuis le 9 octobre passe selon l'OSDH à au moins 167 morts pour Hayat Tahrir al-Cham et 271 morts pour l'État islamique,. Le 9 janvier 2018, l'OSDH affirme avoir recensé au moins 172 morts pour Hayat Tahrir al-Cham et 297 morts pour l'État islamique.

### Pertes civiles
Selon l'Observatoire syrien des droits de l'homme, les bombardements du régime syrien et la Russie dans le gouvernorat d'Idleb et le nord du gouvernorat de Hama provoquent parmi les civils au moins 208 morts entre le 19 septembre et le 2 octobre 2017, 19 morts du 19 au  et 96 morts du 25 décembre 2017 au 10 janvier 2018.
Selon le Réseau syrien des droits de l'homme, 103 civils sont tués dans le gouvernorat d'Idleb entre le 25 janvier et le 5 février 2018, dont 53 décès causés par les forces loyalistes syriennes et 45 par les forces russes.
Selon l'OSDH, 35 000 villageois abandonnent également leurs maisons pour fuir les combats entre le 24 et le 30 octobre 2017.
Selon le Bureau de la coordination des affaires humanitaires (OCHA), les combats et la progression des loyalistes ont provoqué la fuite de 99 569 civils entre le 1er décembre 2017 et le 9 janvier 2018. Il affirme ensuite dans un autre rapport que 212 140 civils ont fui les combats entre le 15 décembre 2017 et le 15 janvier 2018, dont 58 338 d'entre-eux qui ont trouvé refuge dans le village de Dana.

## Annexe

### Vidéographie
- AFP, « Syrie: les combats continuent dans l'est de la province de Hama » [vidéo], 21 novembre 2017.
- « Syrie : grande offensive de l'armée » [vidéo], France 2, 14 janvier 2018.
- France 24, « Quelle sont les dernières évolutions dans la province d’Idleb ? » [vidéo], sur youtube, 17 janvier 2018.

### Reportages
- Delphine Minoui, Syrie : à Idlib, les rêves de la révolution sont enterrés au pied d'un mur de béton, Le Figaro, 15 février 2018.